# Сарич, Кори
Кори Сарич (англ. Cory Sarich; 16 августа 1978, Саскатун, Саскачеван, Канада) — канадский хоккеист хорватского происхождения. Амплуа — защитник.

## Достижения
- Победитель Молодёжного чемпионата мира - 1997
- Обладатель Кубка Стэнли («Тампа-Бэй Лайтнинг») - 2004

## Статистика
| Легенда | Легенда                    | Легенда | Легенда                   | Легенда | Легенда    |
| ------- | -------------------------- | ------- | ------------------------- | ------- | ---------- |
| И       | Количество проведённых игр | Штр     | Штрафное время            | +/−     | Плюс-минус |
| Г       | Голы                       | П       | Голевые передачи          | О       | Очки       |
| -       | Статистика неизвестна      | —       | Статистика не учитывалась |         |            |